# Liste des phares de l'Italie
Cet article dresse la liste des phares de l'Italie continentale par région. Les aides à la navigation sont exploitées et entretenues par le Servizio dei Fari e del Segnalamento Marittimo de la Marina Militare. Les propriétés des phares sont des réserves navales, généralement clôturées et fermées au public.

## Littoral adriatique

### Frioul-Vénétie Julienne
- Phare de Trieste (Inactif)
- Phare de la Victoire

### Vénétie
| - Phare de Punta Tagliamento - Phare de Caorle - Phare de Porto Piave Vecchia - Phare du Lido-Punta Sabbioni - Phare du Lido-San Nicolo | - Phare du Lido-Fanale Anteriore - Phare de Murano - Phare de Malamocco (nord) - Phare Rocchetta |

### Émilie-Romagne

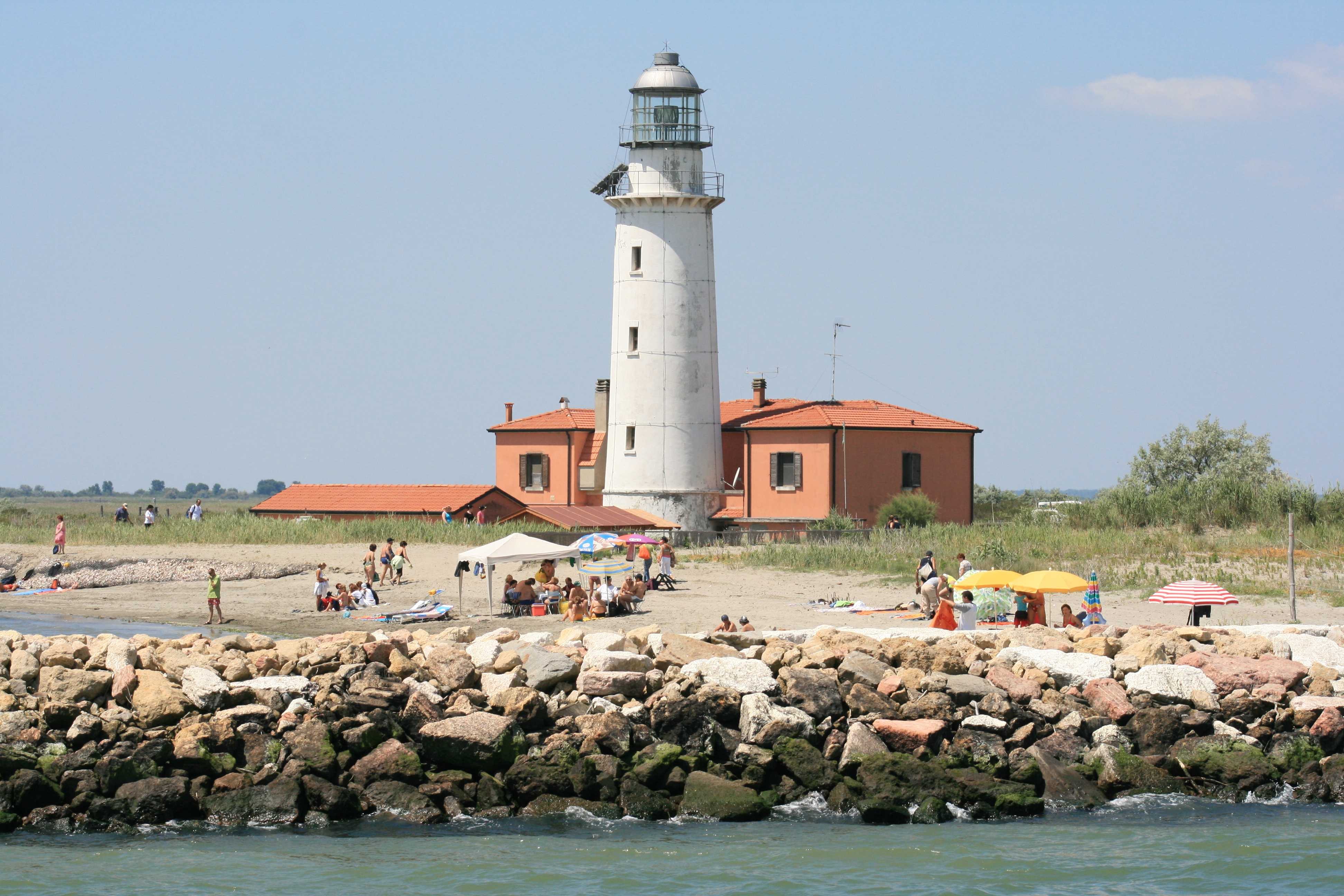
Po di Poro

- Phare de Goro
- Phare de Porto Garibaldi
- Phare de Marina di Ravenna
- Phare de Cervia
- Phare de Cesenatico
- Phare de Rimini

### Marches

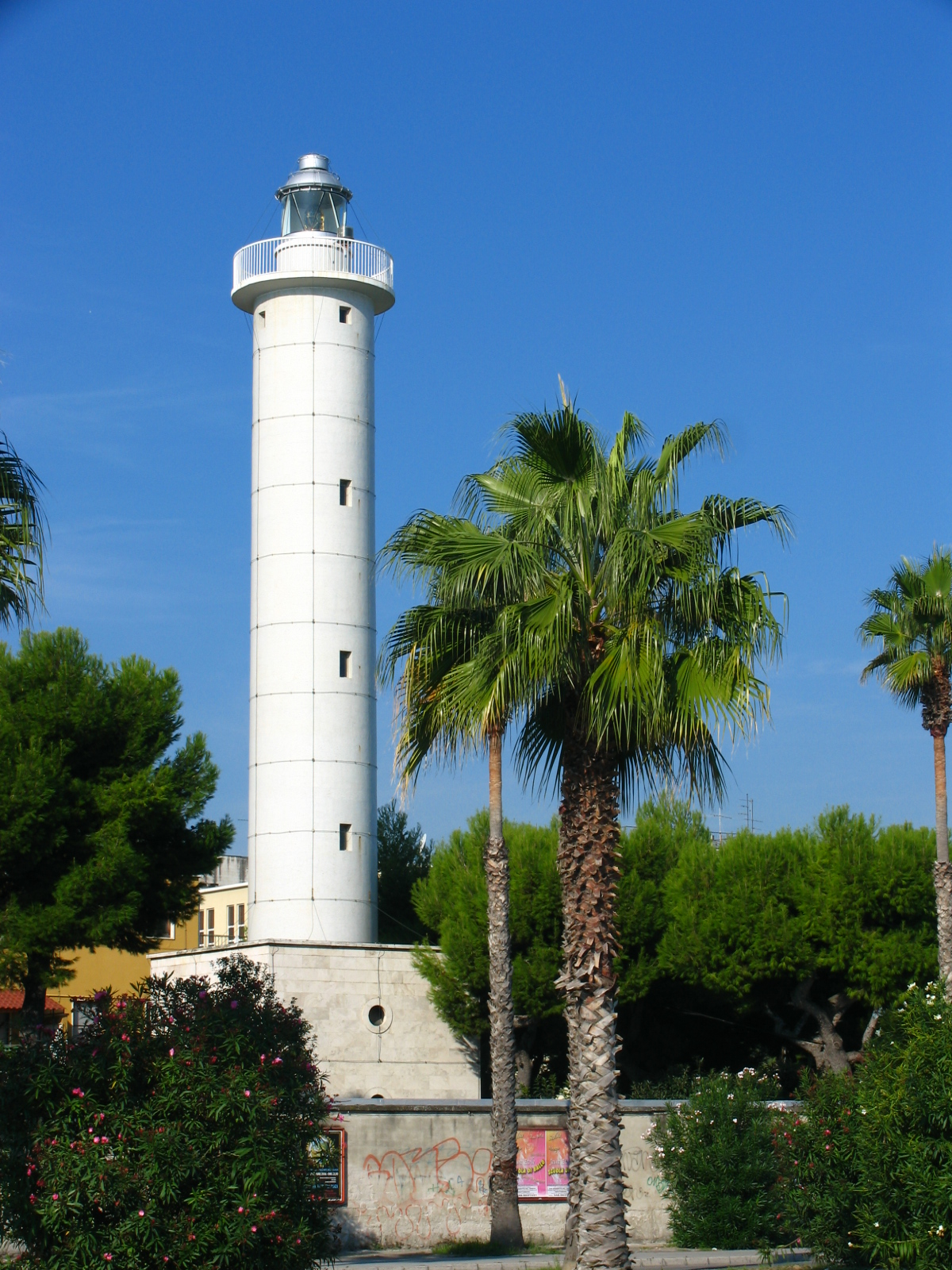
San Benedetto del Tronto

| - Phare de Gabicce Mare - Phare de Monte San Bartolo - Phare de Fano - Phare de Senigallia | - Phare d'Ancône - Phare de Civitanova Marche - Phare de Pedaso - Phare de San Benedetto del Tronto |

### Abruzzes
- Phare d'Ortona
- Phare de Punta Penna

### Molise
- Phare de Termoli

### Pouilles

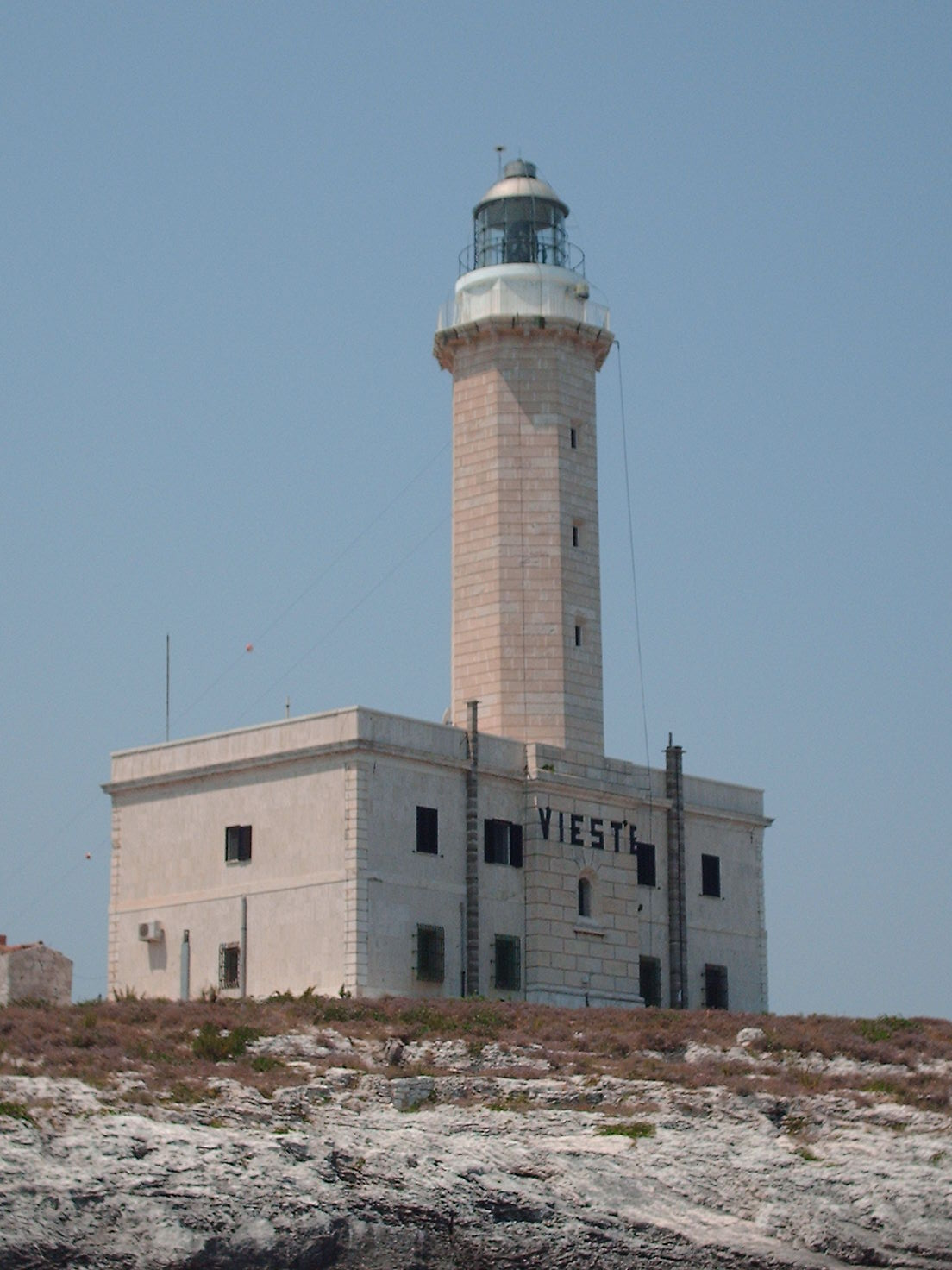
Vieste

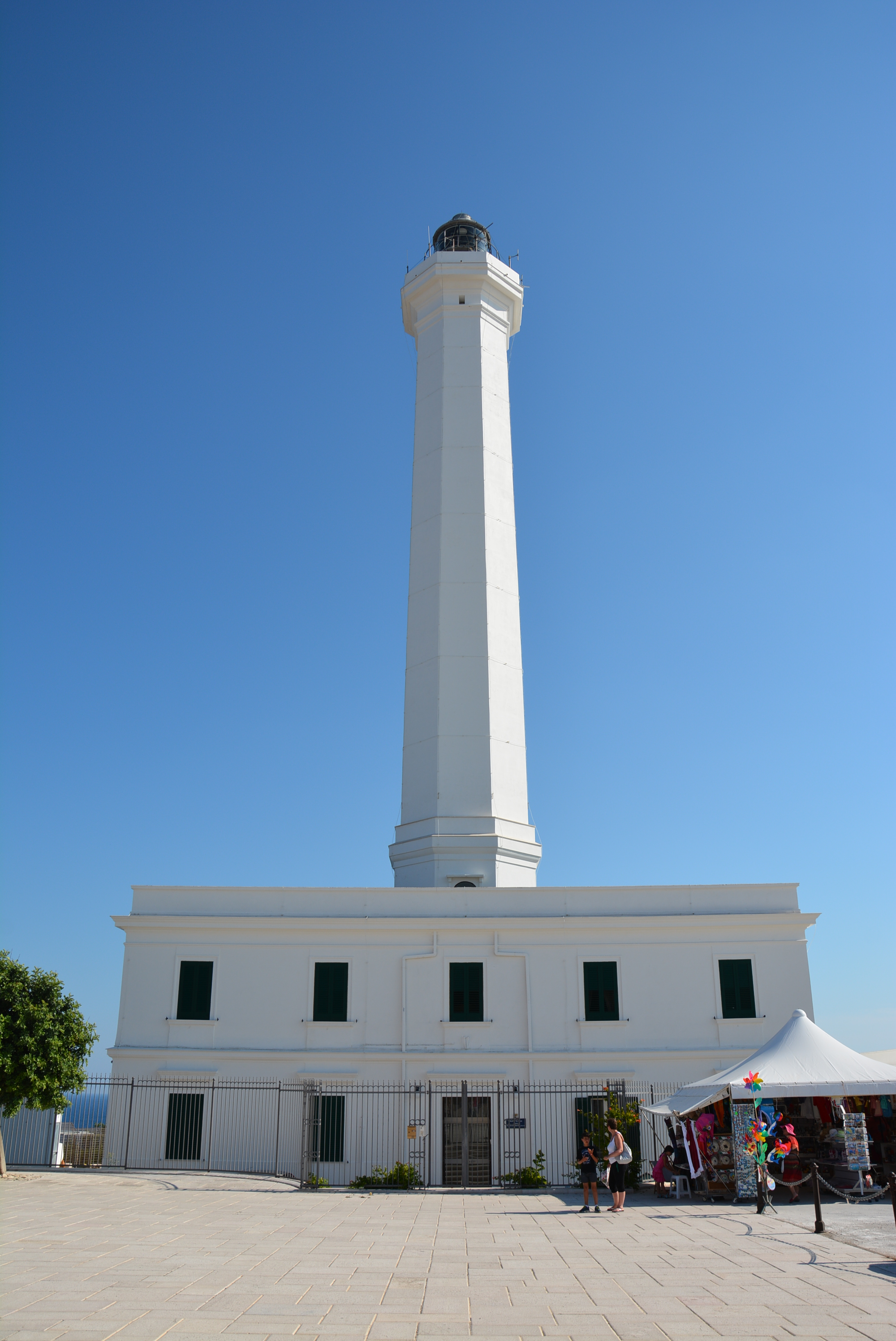
Cap Santa Maria di Leuca

| - Phare de Punta del Diavolo (Îles Tremiti) - Phare de Vieste - Phare de Manfredonia - Phare de Manfredonia (Molo di Levante) - Phare de Barletta - Phare de Molfetta | - Phare de Bari - Phare de Monopoli - Phare de Torre Canne - Phare de Lecce - Phare de Torre Sant'Andrea di Missipezza - Phare de Punta Palascia |

## Littoral méditerranéen

### Ligurie

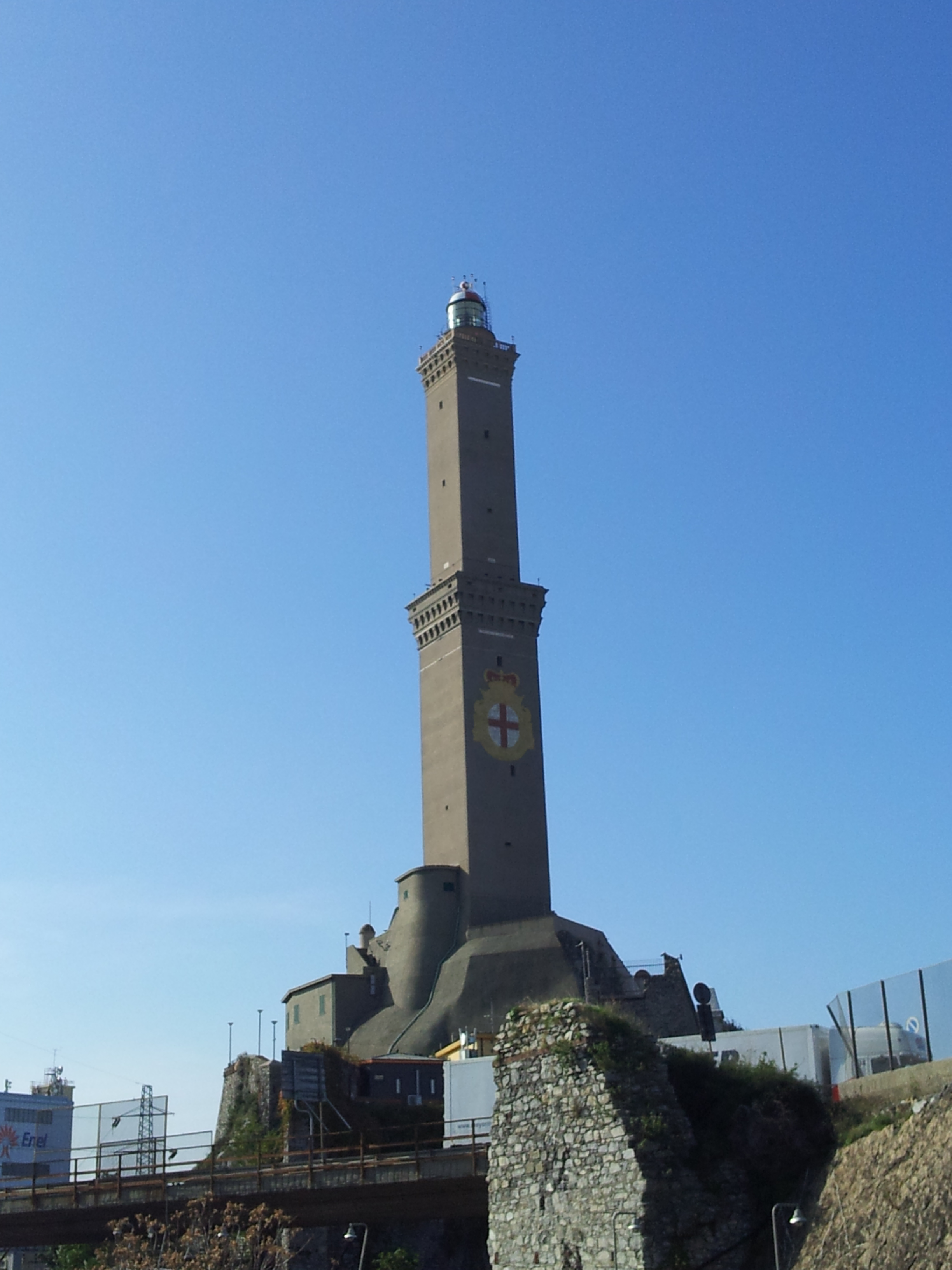
La Lanterna

| - Phare de Capo dell'Arma - Phare de Capo Mele - Phare de Capo di Vado - La Lanterna, Gênes - Phare de Punta Vagno | - Phare de Camogli - Phare de Portofino - Phare de San Venerio, île du Tino - Phare de Torre della Scuola - Phare de Punta Santa Teresa |

### Toscane

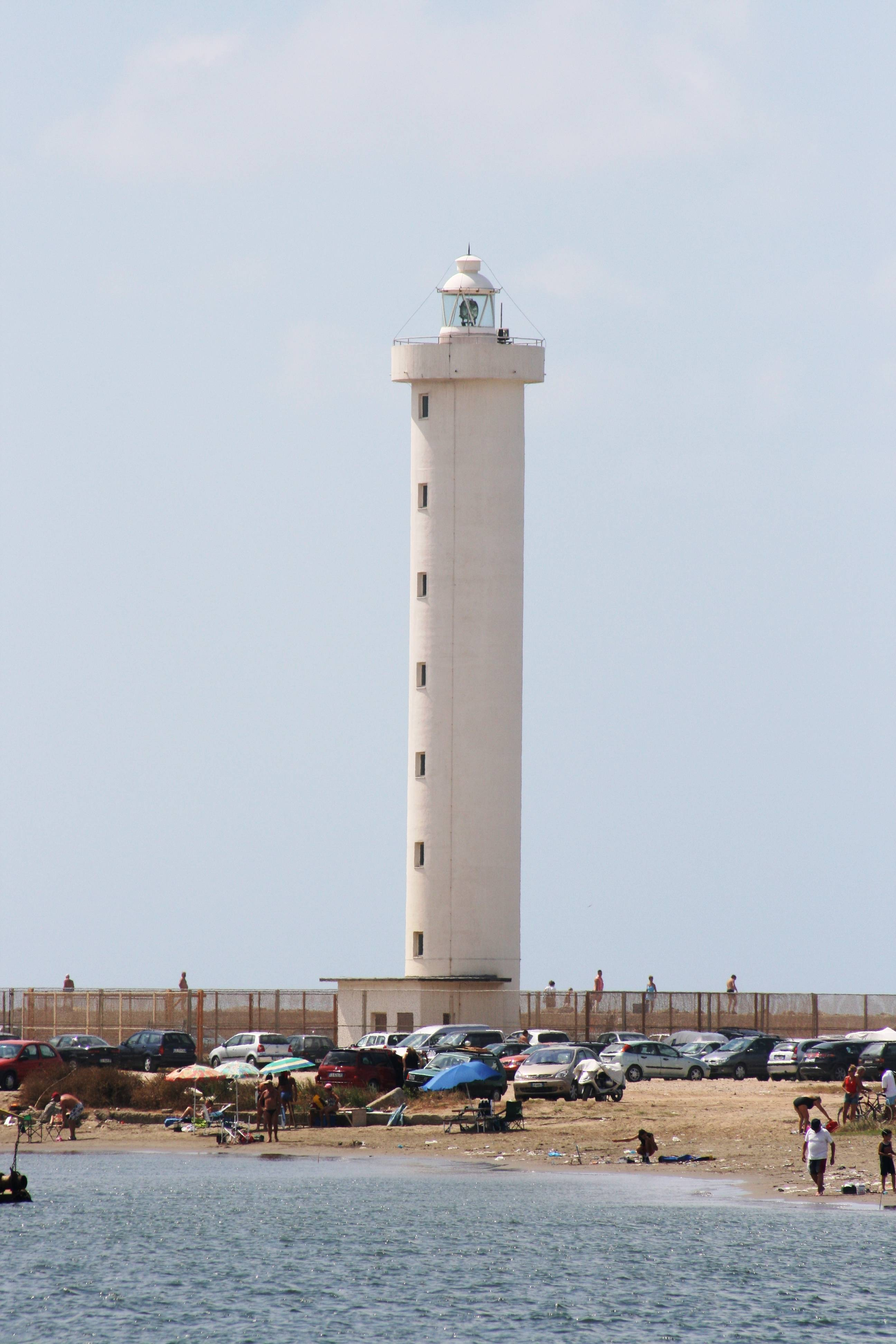
Viareggio

| - Phare de Marina di Carrara - Phare de Viareggio (1863) - Phare de Viareggio (1993) - Îlot Meloria : - Phare de Meloria (nord) - Phare de Meloria (sud) - Livourne : - Phare de Livourne (digue courbe nord) - Phare de Livourne (digue courbe sud) - Phare de Livourne (Fanale dei Pisani) - Île de Gorgone : - Phare de Punta Paratella - Phare de Punta Cala Scirocco - Phare du banc de Vada | - Phare de La Rocchetta - Phare de Baratti - Île de Capraia : - Phare de Punta del Ferraione - Îlot de Palmaiola : - Phare de Palmaiola - Île d'Elbe : - Phare de Punta Polveraia - Phare de Monte Poro - Phare de Capo Focardo - Phare de Portoferraio - Phare de Scoglietto di Portoferraio - Phare de Rio Marina - Île de Pianosa : - Phare de Pianosa | - Scoglio d'Africa : - Phare de Scoglio d'Africa - Formiche di Grosseto : - Phare de Formiche di Grosseto - Phare de Talamone - Phare de Lividonia - Phare de Porto Ercole - Île de Giglio : - Phare de Punta Fenaio - Phare de Capel Rosso - Phare de Giglio (inactif) - Île de Giannutri : - Phare de Giannutri |

### Latium

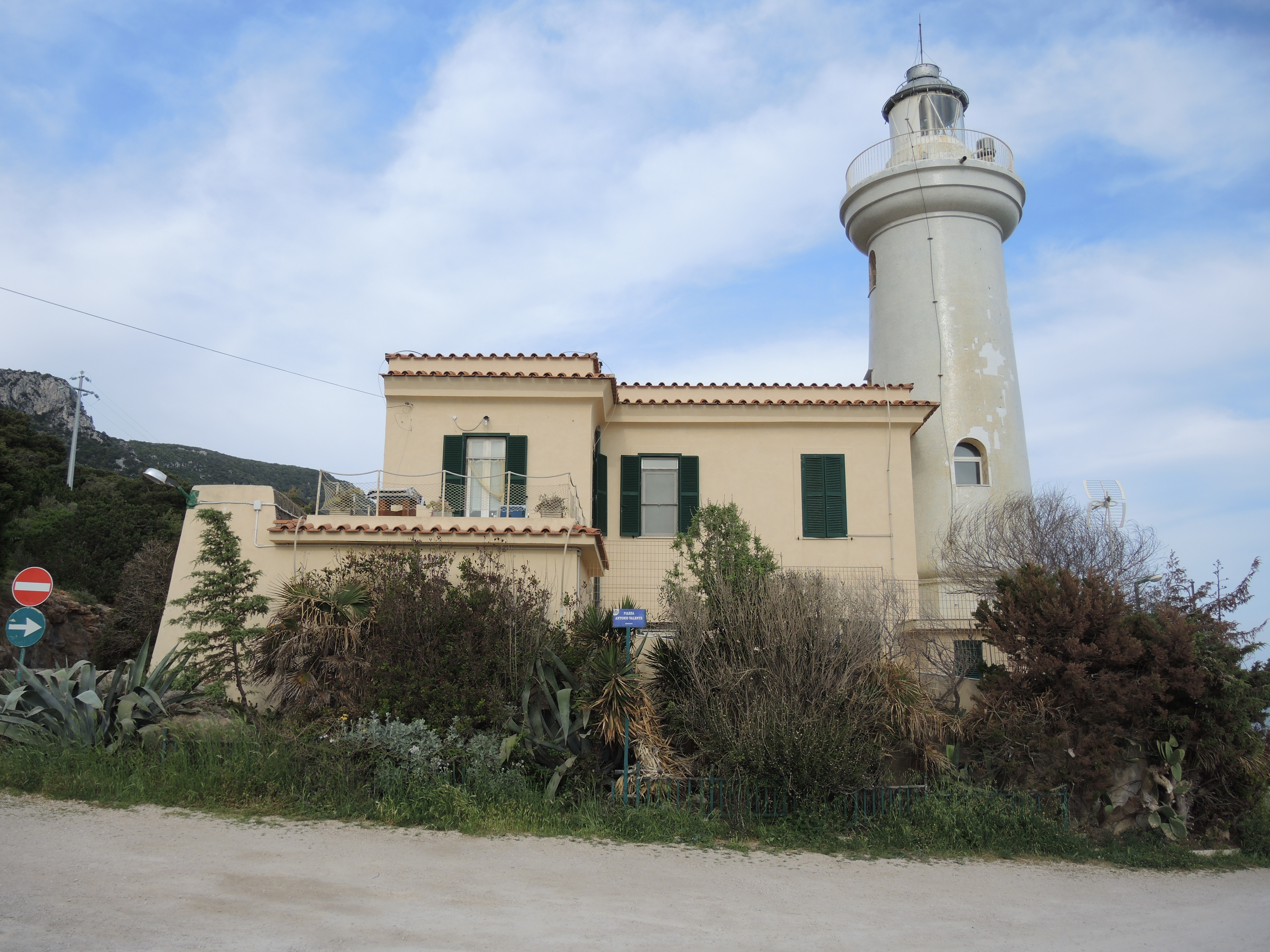
Mont Circé

| - Phare de Civitavecchia - Phare de Fiumicino (Inactif) - Phare de Capo d'Anzio - Phare du Mont Circé - Phare de Monte Orlando - Phare du Janicule (monument commémoratif, à Rome) | - Îles Pontines : - Phare de Zannone (Île de Zannone) - Phare de Punta della Guardia (Île Ponza) - Phare de Rotonda della Madonna (Île Ponza) - Phare de Porto Nicolo (Île Ventotene) |

### Campanie

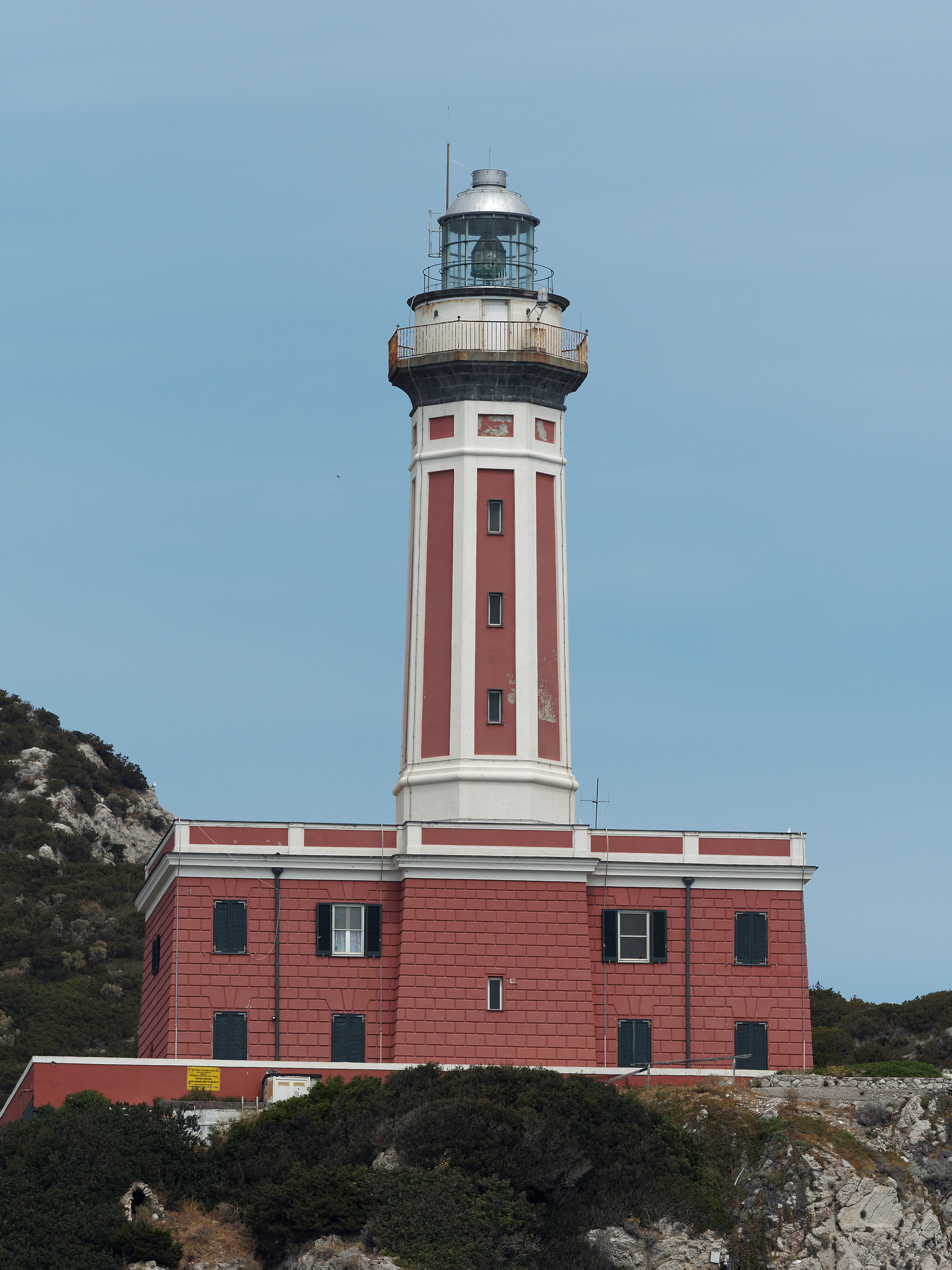
Punta Carena

| - Île d'Ischia : - Phare de Punta Imperatore - Phare de Castello d'Ischia - Phare du port d'Ischia - Île de Procida : - Phare de Punta Pioppeto - Phare du cap Misène - Phare de Fortino Tenaglia | - Phare du môle San Vincenzo - Phare de Punta Campanella - Île de Capri : - Phare de Punta Carena - Phare de Capo d'Orso - Phare de Punta Fortino (Agropoli) - Phare de Capo Palinuro - Phare de Punta del Fortino (Sapri) |

### Calabre

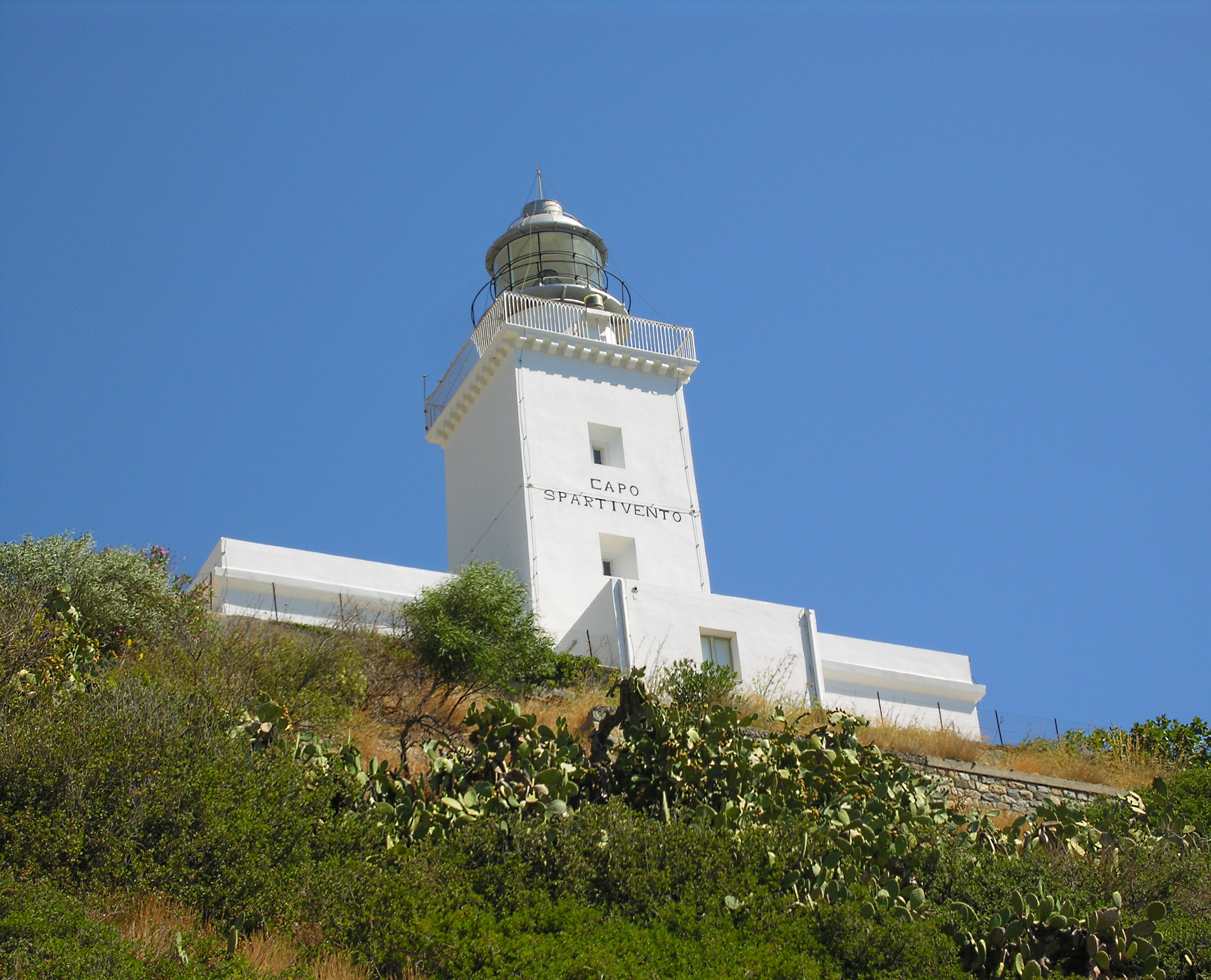
Capo Spartivento

| - Phare de Paola - Phare de Capo Suvero - Phare de Capo Vaticano - Phare de Scilla - Phare de Punta Pezzo | - Phare de Capo dell'Armi - Phare du cap Spartivento (Calabre) - Phare de Punta Stilo - Phare du cap Colonna - Phare de Capo Rizzuto |

### Pouilles
- Phare de Capo San Vito
- Phare de l'île de Sant'Andrea
- Phare de Torre San Giovanni
- Phare de Santa Maria di Leuca

### Sardaigne
- Liste des phares de la Sardaigne

### Sicile
- Liste des phares de la Sicile